# Бабуся (фильм)
«Бабу́ся» — совместный российский художественный фильм 2003 года. Режиссёр Лидия Боброва. Съёмки проводились в посёлках Подюга и Гринёво Коношского района Архангельской области.

## Сюжет
«Бабуся» — так ласково называли бабу Тосю пятеро внуков, для которых она была главным человеком на свете. Ведь отец с матерью неделями не бывали дома, работая проводниками на железной дороге.
Прошли годы. Двое внуков-близнецов погибли в Афганистане, остальные внуки выросли, обзавелись своими семьями. Бабушка продала свой дом и вырученные деньги отдала внукам на обзаведение, а сама переехала жить к единственной дочери. И когда дочь заболела, зять отвёз тёщу к её сестре в деревню. Вскоре дочь умерла. У сестры тоже дети: сын Витька, пьяница непутёвый, да дочь Лиза, столичная журналистка. Сестра бабы Тоси, Анна, неудачно упала и сломала ногу. Соседи вызвали её дочь, Лизу. Встал вопрос, с кем жить бабе Тосе, пока баба Анна будет в больнице. Оставить её с пьяницей Витькой нельзя: он как напьётся, готов крушить всех и вся. Забрать её к себе в Москву Лиза тоже не может: журналистки по нескольку дней не бывает дома. Отказались от чужой родни и соседи бабы Ани. Посадила Лиза бабу Тосю в машину к Николаю — другу детства и повезла её назад, к зятю. Только у вдового зятя уже началась новая «личная жизнь», и брать старушку он отказывается категорически.
А дальше — как в русских народных сказках. Приехали Лиза, Николай и баба Тося к богатому дому старшей внучки Любы. Любы дома не оказалось, а её муж Леонид даже на порог гостей не пустил, припомнив, что баба Тося, когда раздавала деньги за дом, поделила на всех поровну, а не отдала им с Любой половину, как они просили. Вот пусть теперь её к себе другая внучка, Тая, берёт. Приехали Лиза, Николай и баба Тося к элитному дому, где Тая живёт с мужем и сыном в просторной трёхкомнатной квартире. Но и Тая не взяла бабусю: «Лиза! Да меня муж вышвырнет отсюда вместе с бабусей! Вот хоть режь меня — не могу я её взять!». Правда, Тая не всю человечность растеряла, вышла из дома, обняла свою бабулечку и села в машину Николая. Поехали Лиза, Тая, Николай и баба Тося к последнему внуку, Толику, беженцу из Чечни. Толик живёт «на птичьих правах» в развалюхе, в съёмной квартире с женой и дочерью. Девочка перестала говорить после всех тех ужасов, которых насмотрелась на войне. Радостно принял бабусю Толик. Надо же, как вовремя пришли гости: прямо на Олечкин день рождения. Не беда, что десять свечек воткнуты в плоский коржик, изображающий из себя именинный пирог, зато тётя Тая принесла гостинцы: конфеты, колбаску, ананас… И бабуся! Дорогая, любимая бабуся, которую Оленька должна помнить… Когда гости уехали, Маша, жена Толика, дала волю слезам: они же не спросили у хозяйки разрешения, их могут выселить всех четверых на улицу хоть завтра! Услышав это, баба Тося тайком уходит из квартиры, попрощавшись только с правнучкой. Оленька приходит в комнату родителей и говорит им: «Она ушла». Для Толика с Машей слова дочери, первые за столько времени, — как чудо, и они не сразу понимают кто и куда ушёл. Но когда Толик бросается на улицу в зимнюю холодную ночь искать бабу Тосю, его оклик застаёт бабусю уже на пути к старому тёплому дому, из окон которого машут ей умершие близнецы и дочка…

## В ролях
| Актёр              | Роль                                   |
| ------------------ | -------------------------------------- |
| Нина Шубина        | «Бабуся» / баба Тося                   |
| Ольга Онищенко     | Лиза (племянница бабы Тоси)            |
| Анна Овсянникова   | Анна (сестра бабы Тоси)                |
| Юрий Овсянко       | Иван (зять бабы Тоси)                  |
| Владимир Кулаков   | Витя (племянник бабы Тоси)             |
| Сергей Гамов       | Толик (внук бабы Тоси)                 |
| Мария Лобачёва     | Тая (внучка бабы Тоси)                 |
| Сергей Ануфриев    | Коля (сын соседки)                     |
| Полина Тильга      | Оля (правнучка бабы Тоси, дочь Толика) |
| Павел Деревянко    | друг Вити                              |
| Сергей Кабановский | Леонид (муж Любы, внучки бабы Тоси)    |
| Тамара Цыганова    | Маша (жена Толика)                     |

## Награды
- Гран-при МКФ «Ранкотре» в Париже.
- Приз парижской мэрии на прокат фильма во Франции.
- Приз Арте Гран-при V Европейского кинофестиваля (Франция).
- Гран-при и приз зрительских симпатий на МКФ в Котбусе (Германия).
- Специальный приз жюри Международного кинофестиваля в Карловых Варах, приз Экуменического жюри, приз «Дон Кихот» (2003, Чехия).
- Гран-при Фестиваля Фестивалей (2003, Санкт-Петербург).
- Призы в номинации «За лучшую женскую роль» (Анне Овсянниковой за роль сестры бабы Тоси) на фестивалях «Кинотавр» в Сочи, «Золотой Витязь» в Иркутске, международных кинофестивалях в Копенгагене и Майами.